# D-Generation X
D-Generation X (normalmente acortado a DX) es un stable  de  lucha libre profesional famoso por su trabajo en la World Wrestling Entertainment, anteriormente conocida como World Wrestling Federation. El grupo fue fundado en 1997 y desmantelado en 2000, con varias reuniones esporádicas como tag team en los años siguientes. Fue reintegrado en el 2006 por Triple H y Shawn Michaels hasta principios del siguiente año y revivido por tercera vez en el 2009 hasta inicios del siguiente año y última vez en 2018. Tuvieron una reunión en el RAW 1000* además de una más en el estreno de temporada del 2022 de Raw. 
Su gimmick fue el de una banda de rebeldes que actuaba como querían, sin importar lo provocativo de sus acciones.
En 2019 fueron incluidos en el WWE Hall of Fame.

## Carrera

### 1997-1998
Según WWE '13, se considera que la primera muestra de alianza se ve el 11 de agosto en Raw, en el combate entre Shawn Michaels vs. Mankind; en el cual primero interrumpen Triple H y Chyna, para luego aparecer Rick Rude y golpear con una silla a Mankind. La siguiente semana, Hemsley & Michaels se enfrentaron a Mankind & The Undertaker, donde perdieron por descalificación, al golpear Michaels con una silla a Undertaker a vista del árbitro. El 20 de septiembre en One Night Only, Hunter Hearst Hemsley inauguró el evento derrotando a Dude Love; mientras el combate por el WWE European Championship entre Shawn Michaels vs. British Bulldog debía cerrar la noche. En el combate, Bulldog fue emboscado por Michaels, siendo atacado por él y sus aliados. Michaels logró convertirse en el primer "Grand Slam Champion" y en el nuevo European Champion. Mientras la rivalidad entre ellos y The Hart Foundation aumentaba, Michaels aún tenía asuntos pendientes con Undertaker. En Bad Blood, se definiría el aspirante al WWE Championship en el primer combate Hell in a Cell entre Michaels y Undertaker. Por fortuna de Michaels, Kane interrumpió el combate aplicando un Tombstone a su hermano mayor, así aprovechándose y cubriendo a Undertaker. Luego empezaron otro feudo con el Campeón de la WWF Bret Hart, enfrentándose a él Michaels y Hemsley, ganando Hemsley una vez por descalificación y otra vez Michaels en Survivor Series, ganando entonces Michaels el Campeonato de la WWF. Después de esto Michaels se lesionó gravemente en un casket match ante The Undertaker en Royal Rumble tras recibir un "Back Body Drop" en el ataúd. Esta lesión lo forzó al retiró, después de perder el Campeonato de la WWF en WrestleMania XIV. 
La noche siguiente a Wrestlemania Triple H se nombró a sí mismo como el nuevo líder de DX e introdujo un nuevo miembro al equipo, X-Pac, la misma noche The New Age Outlaws (The Road Dogg y Billy Gunn) estaban luchando contra Cactus Jack y Chainsaw Charlie en un Steel Cage Match; lucha en la cual The New Age Outlaws salieron victoriosos ganando los campeonatos mundiales en pareja gracias a la intervención de Triple H, Chyna y X-Pac; después de eso The New Age Outlaws pasaron a ser miembros oficiales de DX. Luego New Age Outlaws comenzaron un feudo con Legion of Doom 2000, contra quienes lucharon en WWF Mayhem in Manchester evento en el cual también luchó Triple H contra "Stone Cold Steve Austin" por el campeonato de la WWF pero no consiguió la victoria. En un episodio de Raw Triple H derrotó a Owen Hart ganando el campeonato europeo de la WWF y empezando un feudo con el y con su equipo The Nation. El feudo de The New Age Outlaws contra Legion of Doom 2000 terminó en Unforgiven: In Your House mientras que en el mismo evento Triple H luchó contra Owen Hart derrotándolo después de que X-Pac golpeara a Owen Hart con un extiguidor de fuego y reteniendo el título, el feudo de DX contra The Nation continuo en Over the Edge: In your House donde Owen Hart, Kama Mustafa y otra vez en agosto de 1998 hasta marzo de 1999.The Nation derrotaron a Triple H, y The New Age Outlaws. Sin embargo, X-Pac derrotó a Owen Hart en King of the Ring, The New Age Outlaws, por su parte derrotaron a The New Midnight Express reteniendo el campeonato en parejas de la WWF. Solamente X-Pac y Triple H participaron en el torneo King of the Ring 1998 debiendo luchar Triple H contra X-Pac ganando Triple H, sin embargo fue derrotado por The Rock en la segunda ronda empezando así Triple H un feudo contra The Rock luchando contra el en Fully Loaded:In Your House en una lucha a 2 de 3 caídas, The Rock cubrió a Triple H después de aplicarle un Rock Bottom luego entró Chyna y le hizo un DDT a The Rock y Triple H cubrió a The Rock pero el tiempo expiró después de que Triple H le aplicara un Pedigree a The Rock así que Triple H no ganó el título pero Triple H derrotó a The Rock en SummerSlam en un Ladder Match ganando el campeonato intercontinental en el mismo evento X-Pac derrotó a Jeff Jarett en un Hair vs Hair Match, pero The New Age Outlaws habían perdido los campeonatos en pareja en la edición de Raw del 13 de julio de 1998 pero los recuperaron en SummerSlam, pero lamentablemente Triple H fue despojado del título el 9 de octubre ya que se lesionó entonces el feudo de X-Pac y Jeff Jarett se intensificó más lo que llevó que todo el equipo DX se enrivalidara con Jeff Jarett luchando The New Age Outlaws y X-Pac contra Jeff Jarrett, Mark Canterbury y Dennis Knight en In Your House 24:BreakDown con victoria para DX luego X-Pac ganaría el campeonato europeo en Judgement Day:In Your House, The New Age Outlaws perdieron por descalificacion en el mismo evento contra The HeadBangers por lo que retuvieron los títulos en pareja, en el torneo de Survivor Series (1998) X-Pac luchó contra Steven Regal pero ambos fueron descalificados por doble count out. El feudo de DX terminó en Capital Camage cuando Triple H derrotó a Jeff Jarett mientras que The New Age Outlaws retuvieron con éxito los títulos en pareja contra D'Lo Brown y Mark Henry y el feudo de Triple H y The Rock se había hecho más grande, tanto que todo DX se enrivalido con el provocando que X-Pac luchara contra The Rock en Capital Carnage. y que perdiera debido a una intervención de Triple H y Chyna
.

### 1999-2002
El primer DX se fue desintegrando en 1999. El 25 de enero Chyna repentinamente atacó a Triple H y pasó a ser integrante de "The Corporation". Triple H le dijo a X-Pac y a Road Dogg que siguieran siendo DX. X-Pac y Road Dogg lucharon contra Billy Gunn y Chyna por el derecho del nombre DX, en WrestleMania XV X-Pac se enfrentaba a Shane McMahon por el Campeonato Europeo de la WWF, Triple H y Chyna interfirieron en el combate, pero Triple H atacó a X-Pac con un Pedigree, costándole la lucha, el y Chyna pasarían a formar parte de The Corporation, Triple H y Chyna empezaron un feudo con los miembros de DX X-Pac y Road Dogg acerca de los derechos del nombre de D-Generation X, culminando en Fully Loaded en una lucha donde X-Pac & Road Dogg derrotaron a Billy Gunn & Chyna. The New Age Outlaws se seperaron meses antes, pero en septiembre se volvieron a unir, X-Pac formarìa un equipo con Kane, DX (sin Chyna) volvió a reunirse en 25 de octubre, después tuvieron una rivalidad con The Rock y con el dueño de la WWF Vince McMahon y después con los The Dudley Boyz al año siguiente, en febrero del 2000, Gunn fue expulsado tras haber perdido un combate junto a Dogg contra The Dudley Boyz por el Campeonato en Parejas de la WWF en No Way Out donde sufrir una lesión que lo dejó fuera hasta octubre. DX tuvo feudos con Kane, The Rock y Stone Cold Steve Austin, Stephanie McMahon formó como parte de DX en ese año, al aliarse con Triple H con quien serían dueños de la WWF en ese entonces, en noviembre, DX se reunieron para una sola noche (hasta entonces última reunión del grupo) se enfrentaron a The Radicalz en una pelea en equipos de 8 personas donde ganaron, X-Pac no participó en esta lucha ya que se encontraba lesionado, poco después en esa misma noche Triple H volvió a ser heel cuando se descubrió que había contratado a Rikishi para que atropellara a Stone Cold Steve Austin en Survivor Series 1999, DX volvieron a enfrentarse a The Radicalz en Survivor Series 2000 (en esta lucha participó K-Kwik, el nuevo compañero en parejas de Road Dogg reemplazando a X-Pac) donde perdieron, sería la última vez que Chyna participó con DX y después de esta lucha el grupo se separó. En 2002, con el regreso de Shawn Michaels, Triple H junto con el intentaron reunir a DX en RAW, pero esa misma noche Triple H atacó a Michaels con un Pedigree, iniciando una larga rivalidad entre ellos que duró hasta 2004.

### 2006-2007

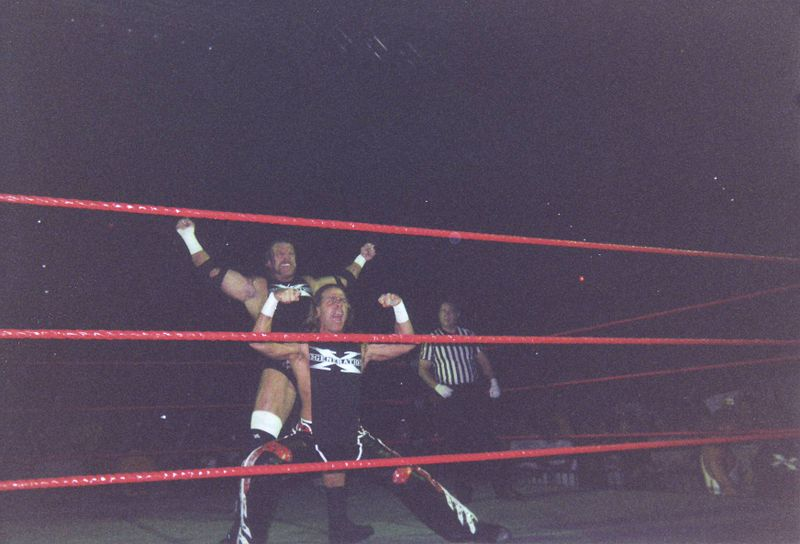
DX, y su pose característica

En WrestleMania 22 tanto Triple H como Shawn Michaels hicieron la señal de DX en sus respectivas peleas. En los siguientes programas de RAW se repitieron estos eventos. En un programa de RAW HHH iba a agredir a Michaels con el mazo, pero se detuvo en el último momento., Kenny le arrebató el mazo para golpear a Michaels, pero HHH se interpuso en el camino golpeándolo a él y al Spirit Squad. El 12 de junio en el próximo programa, Triple H luchó contra los miembros del Spirit Squad en el cual intervino Michaels para ayudar a su compañero, reuniendose finalmente DX. En las siguientes semanas DX le hizo la vida imposible a Vince McMahon, Jonathan Coachman y al Spirit Squad siendo los últimos quienes pelearon vs. DX en los PPV's Saturday's Night Main Event y Vengeance y venciendo a los McMahon en el PPV SummerSlam.

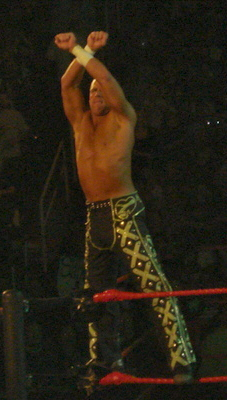
Shawn Michaels haciendo su pose de la X de DX.

Pero la historia continua en Unforgiven. DX lucha con Vince, Shane y Big Show en un Hell in a Cell. En este encuentro DX gana pero eso no es todo, los DX le bajan el pantalón a Big Show y obliga a Vince a besarle el trasero a Big Show. En Cyber Sunday, DX lucha contra Rated RKO (Randy Orton y Edge). El público elige a Eric Bishoff para ser el árbitro especial de este encuentro. En esta lucha gana Rated RKO por trampa, sin embargo DX se vengó. Triple H le aplicó un "Pedigree" a Edge y Shawn Michaels a Randy Orton un "Diving Elbow Drop" sobre la mesa de comentaristas. En Survivor Series 2006 el equipo capitaneado por DX acompañados de los Hardy Boyz y de CM Punk se enfrentaría al equipo capitaneado por Rated RKO acompañados de Nitro, Helms y Knox, en un combate a eliminación. Acabó ganando DX eliminando a Knox (por Shawn Michaels), Nitro (por CM Punk), Helms (por The Hardy Boyz), Edge (por Shawn Michaels) y Randy Orton (por Triple H). En la lucha todos los luchadores del equipo capitaneado por DX quedaron en pie, siendo el primer equipo en conseguirlo. En las semanas siguientes, la rivalidad entre estos equipos aumentó a raíz del ataque de Rated RKO a Ric Flair (Lo que terminó con Rated RKO como nuevos Campeones Mundiales por Parejas).
En New Year's Revolution, DX se enfrentó a Rated RKO en una pelea sangrienta por los Campeonatos mundiales por parejas que acabó sin ganador. El combate acabó con la lesión de Triple H en la rodilla que le tuvo apartado del ring alrededor de 8 meses, dejando a Shawn Michaels como único integrante de DX. Dos semanas después Michaels derrotó a Rated RKO en un Handicap Match (Combate en desventaja), donde vengó a Triple H y destruyó los planes de Rated RKO de acabar con DX.

### Reuniones esporádicas (2007-2008)
En la noche del 15 aniversario de RAW, Mr. Kennedy luchó contra Marty Jannetty. Kennedy gana y después Michaels sale a atacar a Kennedy. Mientras se están pegando, sale Triple H con una camiseta y un gorro de DX que le da a Michaels. Kennedy se va, Michaels se pone las prendas que le lleva Triple H y los dos hacen la pose de DX con la pirotecnia característica de ellos. Después se suben a las esquinas haciendo la X con los brazos, acompañados de su canción "Break it Down". Triple H le dijo a Shawn Michaels que se separasen pero que a veces saldrían los DX.

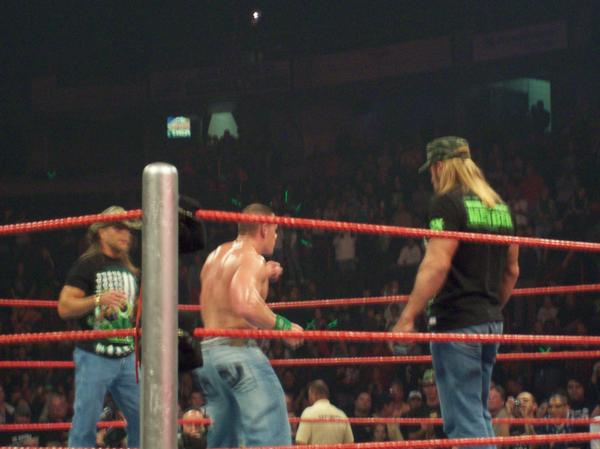
DX junto a John Cena en un evento de RAW.

El 28 de enero en RAW, había una lucha programada entre Triple H y un compañero a su elección vs. Snitsky & Umaga. Triple H elige a Shawn Michaels como compañero, en una lucha en la que DX gana vía pinfall después de una "Sweet Chin Music" de Shawn Michaels sobre Umaga y un "Pedigree" de Triple H sobre Snitsky. Este es el primer combate de DX en HD y en el 2008.
El 29 de septiembre de 2008 en la edición de RAW se unieron para ganar a Lance Cade, y Chris Jericho. Salieron vencedores por descalificación luego de que Jericho y Cade atacaran a Shawn Michaels entre los dos y el árbitro decidió descalificarlos y dar el triunfo a DX.
El 3 de noviembre de 2008 en el episodio especial 800 de RAW, DX vencieron a John Morrison y The Miz.

### 2009 - 2010
Regresaron en 2009, teniendo un feudo con The Legacy (Cody Rhodes & Ted DiBiase), derrotándoles en SummerSlam. A pesar de ser derrotados en Breaking Point, les derrotaron en Hell in a Cell en un Hell in a Cell match. En Bragging Rights, el Team SmackDown (Chris Jericho, Kane, R-Truth, Finlay, The Hart Dynasty (David Hart Smith & Tyson Kidd) & Matt Hardy) derrotó al Team RAW (D-Generation X (Triple H & Shawn Michaels), Cody Rhodes, The Big Show, Kofi Kingston, Jack Swagger & Mark Henry) después de una traición de Show. En Survivor Series, Shawn Michaels y Triple H se enfrentaron al Campeón de la WWE John Cena en una lucha titular, pero Cena retuvo el campeonato. En TLC: Tables, Ladders & Chairs derrotaron a Chris Jericho & Big Show, ganando el Campeonato Unificado en Parejas de la WWE. El 21 de diciembre de 2009 Hornswoggle pasó a ser miembro(mascota) de DX después de que Michaels y Triple H lo salvaran de un ataque de Jericho y Big Show. Luego retuvieron los títulos en SmackDown ante The Hart Dynasty y Jericho & Big Show en RAW.
Ambos participaron en el Royal Rumble pero no lograron ganar. Luego, el 8 de febrero, perdieron los títulos Unificados en una lucha ante The Miz & The Big Show en la que también participó The Straight Edge Society (CM Punk & Luke Gallows). Tras esto, el equipo se volvió a separar, sin embargo en la edición de RAW del 1 de marzo de 2010, Triple H convenció a Shawn Michaels para que hicieran válida la lucha de revancha por el Campeonato Unificado en Parejas de la WWE. Sin embargo, perdieron la lucha después de una distracción de The Undertaker. Tras esto, se separaron para centrarse en sus respectivas luchas de WrestleMania. En Wrestlemania XXVI Triple H derrotó a Sheamus mientras que Michaels fue derrotado por Undertaker retirándose de la lucha libre profesional.

### Apariciones esporádicas (2010-2015)

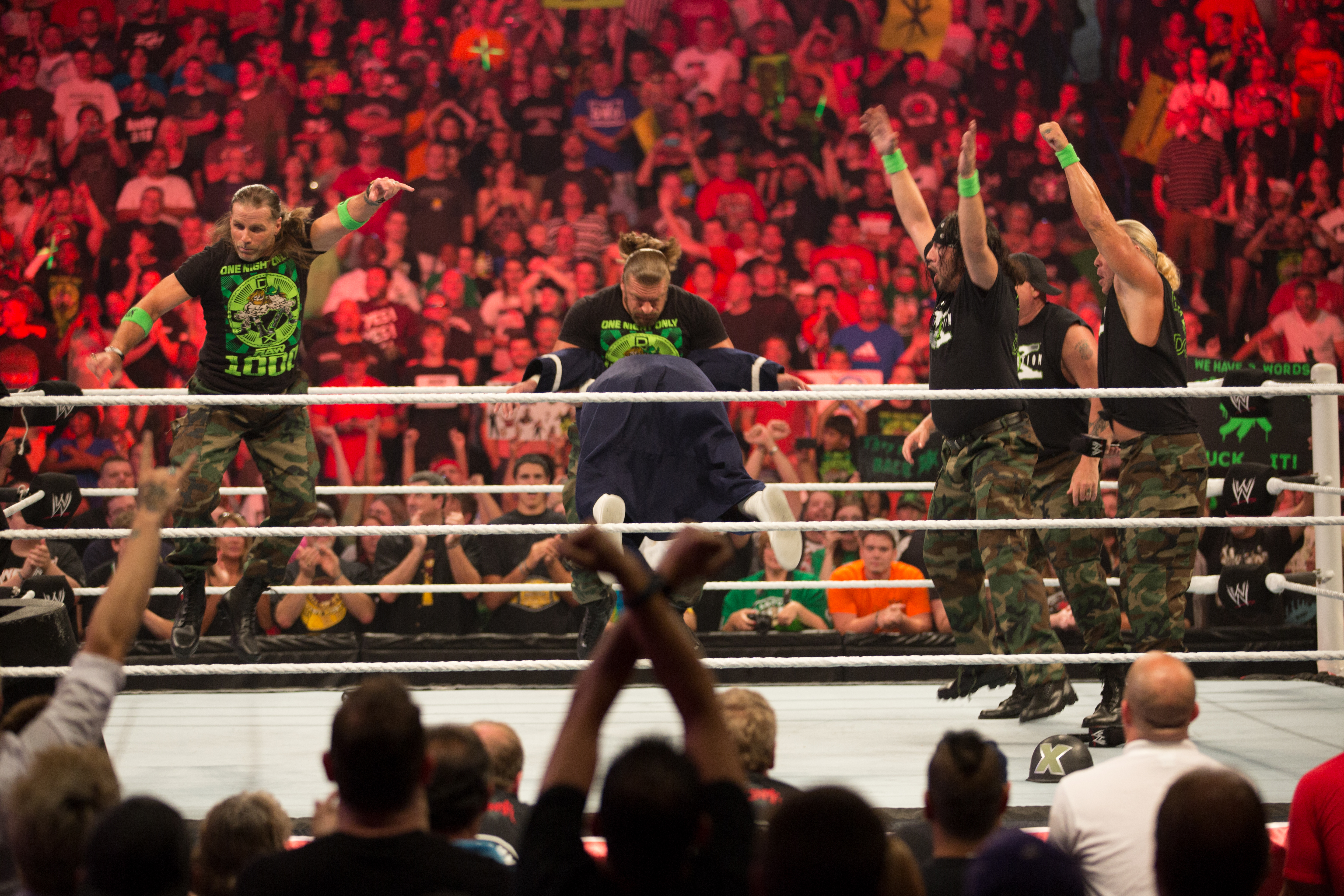
Reunión de DX durante la celebración del RAW 1000th Episode.

El 12 de diciembre hicieron una aparición en Tribute to the Troops celebrando con John Cena, Randy Orton y Rey Mysterio luego que derrotaran a Alberto Del Rio, The Miz y Wade Barrett. En la edición de RAW del 28 de marzo de 2011 Shawn Michaels hizo una aparición donde interrumpió a Triple H y Undertaker. Poco después Michaels intento aplicarle una "Sweet Chin Music" a Undertaker pero se la revirtió en una "chokeslam", pero Triple H le salvó. Tras esto, le dijo que no creía que ganara la lucha en WrestleMania XXVII. 
El 2 de abril en la inducción de Shawn Michaels al Salón de la Fama se reunieron para celebrar junto a Kevin Nash y Sean Waltman (X-Pac). En el SmackDown del 14 de octubre ambos se reunieron celebrando junto al público de Dallas. 
El 23 de julio, en el RAW 1000th Episode, hicieron una reunión especial de DX, con Triple H, Michaels, Gunn, Road Dogg y X-Pac.
En Wrestlemania 31, colaboraron con la victoria de Triple H en su lucha contra Sting, enfrentándose a New World Order. Estos aparecieron en el ring para ayudar a Sting y así cambiando a Heel.

### 2018
En la edición de RAW posterior a Super Show-Down, del 8 de octubre de 2018, el grupo volvió a reunirse para retar a The Brothers of Destruction a una lucha para el evento Crown Jewel del mes de noviembre del mismo año. Esto, además, marca el regreso de Shawn Michaels a los cuadriláteros luego de 8 años y medio en el retiro.

### 2019
En el mes de febrero del 2019 se anunció que el stable sería parte del Salón de la fama de WWE en WrestleMania 35.

## Miembros

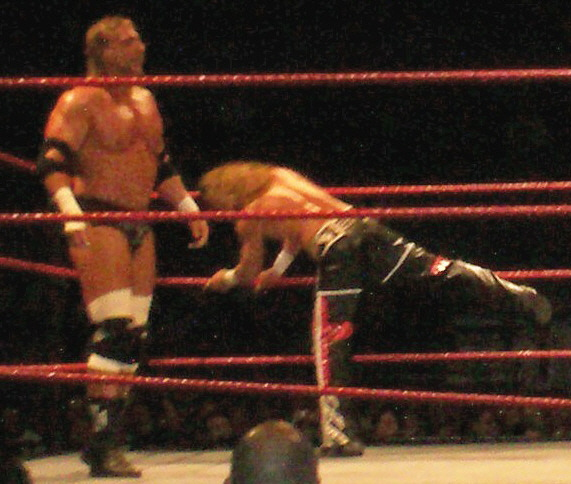
DX durante un House Show de RAW.

- Miembros anteriores
  - Hornswoggle (mascota)
  - Rick Rude (mánager)
  - Tori
  - Stephanie McMahon
- Miembros destacables y honoríficos
  - Ric Flair
  - Ramses Mundo
  - Kane
  - Jim Neidhart
  - Brian Lawler
  - Vince mcmahon
  - Mike Tyson, en varios episodios de Raw del año 1998 y 2010
  - John Cena
  - Shane McMahon
  - Kurt Angle

## En lucha
- Movimientos finales

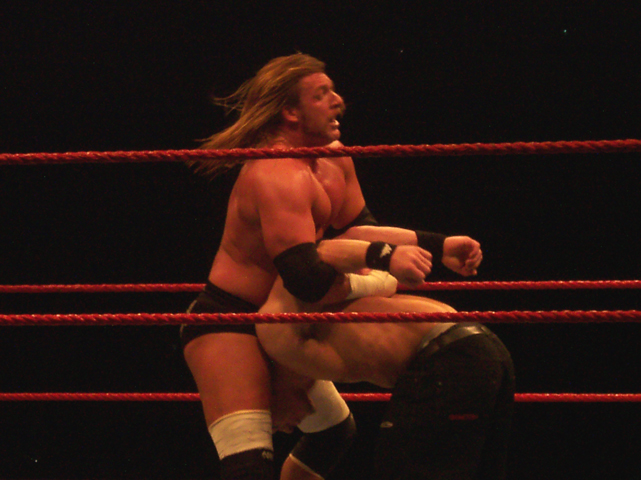
Triple H aplicando su
Pedigree a John Cena.

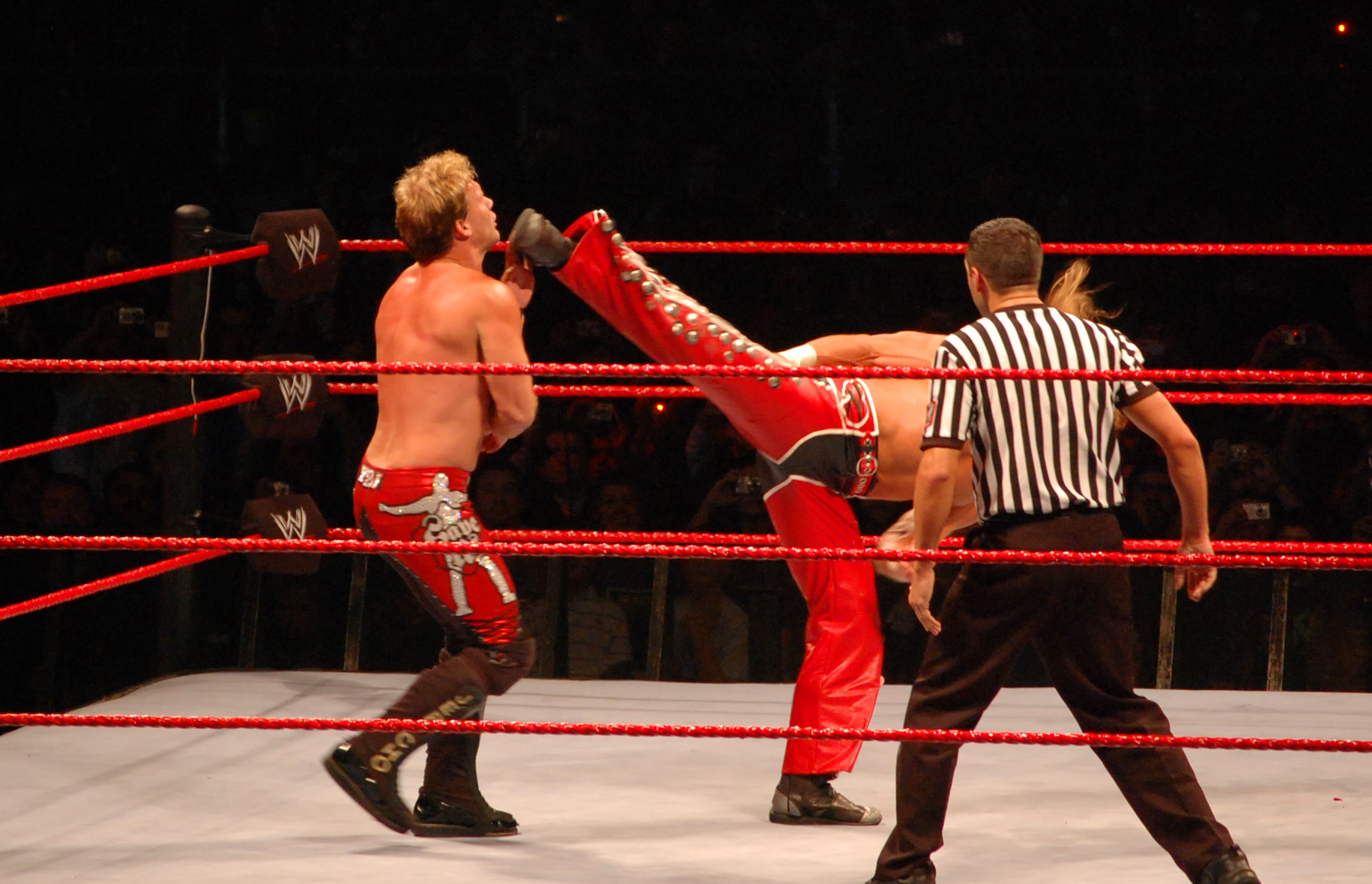
Shawn Michaels aplicando su
Sweet Chin Music a Chris Jericho.

  - Bronco Buster de X-Pac seguida de Sweet Chin Music (Superkick) de Michaels y finalizando con el Pedigree (Double underhook facebuster) de Triple H - 1998
  - X-Mark (Sweet Chin Music (Superkick) de Michaels seguido de un Pedigree (Double underhook facebuster) de Triple H) - 2006-2010
  - Combinación de Sweet Chin Music (Superkick) de Michaels y golpe con el mazo de Triple H - 2009

- Movimientos de firma
  - Spinning spinebuster de Triple H seguido de Diving elbow drop de Michaels
  - Facebreaker knee smash de Triple H seguido de Inverted atomic drop de Michaels

## Campeonatos y logros
- World Wrestling Federation/Entertainment 
  - WWF Championship (3 veces) — Triple H (2) y Shawn Michaels (1)
  - WWF European Championship (5 veces) — Triple H (2), X-Pac (2) y Shawn Michaels (1)
  - WWF Hardcore Championship (2 veces) — Road Dogg (1) y Billy Gunn (1)
  - WWF Intercontinental Championship (2 veces) — Triple H (1) y Road Dogg (1)
  - WWF/E World Tag Team Championship (7 veces) — Billy Gunn & Road Dogg (4), X-Pac & Kane (2) y Chyna (2) Triple H & Shawn Michaels (1) — Séptimo reinado como Unified WWE Tag Team Championship
  - WWE Tag Team Championship (1 vez) Triple H & Shawn Michaels — Reinado como Unified WWE Tag Team Championship
  - WWF Women's Championship (2 veces) — Stephanie McMahon-Hemsley (1) y Chyna (1)
  - WWE Hall of Fame (2019)